# چارلی اسمالز
چارلی اسمالز (انگلیسی: Charlie Smalls؛ ۲۵ اکتبر ۱۹۴۳ – ۲۷ اوت ۱۹۸۷) یک آهنگ‌ساز و ترانه‌سرا اهل ایالات متحده آمریکا بود.